# تشخيص السرطان بالحويصلات خارج خلوية
هذا التشخيص يتضمن الكشف عن جزيئات البروتيوجلايكانات الراسية على غشاء الخلية.
جلايبيكان (1) ؛ GPC 1 , في الحويصلات التي تسري في مجرى الدم.
وجد العلماء أن هذه البروتيوجلايكانات موجودة في المادة الغشائية المعزولة من كمية قليلة من مصل الدم المجمد المأخوذ من جميع المصابين بسرطان البنكرياس.
بالمقابل فإن أمصال المرض بأنواع أخرى من أمراض البنكرياس لم تكن تحتوي عيناتهم على كميات عالية من الحويصلات GPC +1 المحتوية على GPC 1 مقارنة بمانحين أصحاء.
التشخيص كان أكثر موثوقية مقارنة بفحص شائع سابق والذي يتضمن طريقة إلايزا للكشف في كل الدم عن وجود العلامة البيولوجية للورم البنكرياسي يدعى مولد الضد الكربوهيدراتي 19-9 ( CA - 19 - 9 ).
حوالي نصف المرضى بدون وجود السرطان كان لديهم مستويات مرتفعة من الحويصلات GPC +1 و CA 19 - 9 لم تكن مرتفعة.
بالإضافة لذلك, في نموذج فأر تم استحداث جيني لسرطان البنكرياس عن طريق تجربة للعالم ميلو وفريقه أعطت هذه التجربة نتائج إيجابية قبل أن يكتشف الورم.
التعبير الجيني المرتفع في هذا التكاثر والنمو الثانوي لهذا الورم قد تم تدوينها من قبل باستخدام سلالات خلايا ونماذج من الفئران.
الشيء الجديد والمبتكر للعالم ميلو وفريقه هو وجود GPC 1 في الحويصلات الدائرة في المصل وأيضا في القيمة المدهشة لهذا الجزيء كعلامة بيولوجية.
ضبط كميات بسيطة لهذا الجزيء GPC 1 في المصل بواسطة تقنية ELISA دون تكثيف الحويصلات , لا يضيف أي قيمة تشخيصية ذات معنى بالمقارنة بضبط الجزيء CA 19 - 9.
لذلك فإن المرة الأولى التي تدور فيها هذه الحويصلات في الدم قد يكون مصدر دقيق ومحدد ومعتمد كعلامة بيولوجية تشخيصية للسرطان.